# Tecomate, Puebla
Tecomate är en ort i Mexiko.   Den ligger i kommunen Acatlán och delstaten Puebla, i den sydöstra delen av landet, 180 km sydost om huvudstaden Mexico City. Tecomate ligger 1 220 meter över havet och antalet invånare är 320.
Terrängen runt Tecomate är kuperad österut, men västerut är den platt. Runt Tecomate är det glesbefolkat, med 16 invånare per kvadratkilometer. Närmaste större samhälle är Acatlán de Osorio, 5,9 km norr om Tecomate. I omgivningarna runt Tecomate växer huvudsakligen savannskog.